# Aquí estoy yo (álbum de Yina)
Aquí Estoy Yo es el álbum debut de la cantante colombiana Yina, el álbum está conformado por diez canciones. La mayoría son canciones de estilo flamenco  y pop. Fue lanzado el 2 de febrero de 2012 en Colombia. Todos los temas son autoría de Yina con la compañía y producción de grandes productores entre los que se destacan Jose Gaviria y Toby Tobon. El álbum fue lanzado en iTunes y Amazon. a principios de 2012 contando con gran éxito.

## Lista de canciones
| Edición estándar |                  |          |  |
| N.º              | Título           | Duración |  |
| 1.               | «Mi Dulce Amor»  | 4:19     |  |
| 2.               | «Te Quiero Amar» | 3:47     |  |
| 3.               | «La Vida»        | 3:54     |  |
| 4.               | «Tanto, Tanto»   | 4:02     |  |
| 5.               | «Cerca De Ti»    | 4:14     |  |
| 6.               | «Regresar»       | 3:53     |  |
| 7.               | «Aquí Estoy Yo»  | 3:17     |  |
| 8.               | «Pienso»         | 3:54     |  |
| 9.               | «Sin Ti Vivire»  | 4:00     |  |
| 10.              | «Vamos Pa'lla»   | 3:24     |  |